# Ebina Danjō

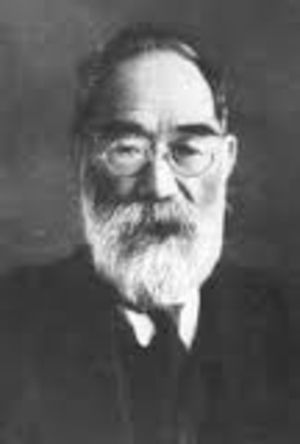
Ebina Danjō im Alter

Ebina Danjō (japanisch 海老名 弾正, eigentlich Ebina Kisaburō (japanisch 海老名 (喜三郎)); geb. 18. September 1856 in der Provinz Chikugo; gest. 22. Mai 1937) war ein japanischer christlicher Missionar und Erzieher während der Meiji-, Taishō- und beginnender Shōwa-Zeit.

## Leben und Werk
Ebina Danjō war ein Samurai aus Kyūshū, der an der „Schule für westliches Lernen“ (洋学校; Yōgakkō) in Kumamoto seine erste Ausbildung erfuhr. Dort kam er unter den Einfluss von Leroy Lansing Janes und schloss sich dem Christentum an und gehörte zur „Kumamoto Christian Band“ von jungen Christen. Er bildete sich an der Dōshisha-Universität unter Niijima Jō (1843–1890) weiter aus.
Nachdem er sich der Kirche angeschlossen hatte, arbeitete er in ganz Japan, um die Lehre zu verbreiten. So war er Prediger in der Kirche von Annaka in der Präfektur Gumma, dann Missionar in Kōbe, Kumamoto und Kioto. Aber es war vor allem seine Tätigkeit als Pastor von 1897 bis 1920 an der Hongō-Kirche in Tokio, die ihn als Prediger und Evangelist bekannt machte. Er gründete auch eine christliche Zeitschrift unter dem Namen „Neuer Mensch“ (新人, Shinjin).
In Hongō war er von 1920 bis 1928 Direktor der Dōshisha und zugleich eine führende Persönlichkeit in der Japanese Congregational Church, aber seine liberalen Ansichten und die Idee einer um traditionell japanische Werte erweiterte Kirche führten zu Auseinandersetzungen mit seinen eher orthodoxen Kollegen.
Ebina übte zu seiner Zeit einen beträchtlichen persönlichen und religiösen Einfluss aus sowohl auf Christen als auch auf Nichtchristen.